# Fritz von Wille

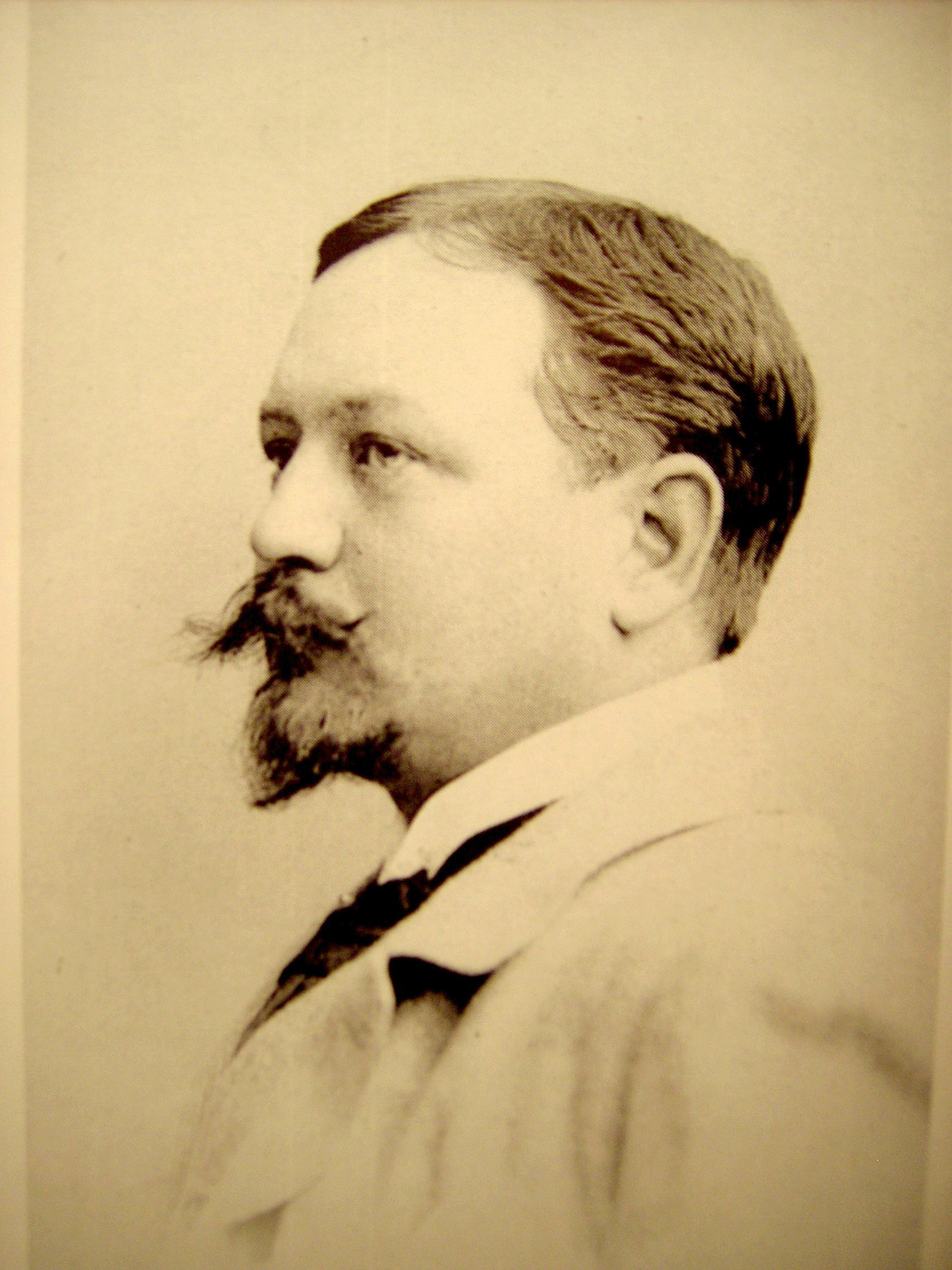
Fritz von Wille, 1892

Friedrich (Fritz) Gustav August Julius Philipp Rudolf von Wille (nacido el 21 de abril de 1860 en Weimar; muerto el 16 de febrero de 1941 en Düsseldorf) fue un pintor paisajista alemán y el propietario del castillo de Kerpen (1911-1941).  Se le considera el más importante pintor paisajista de la zona de Eifel.

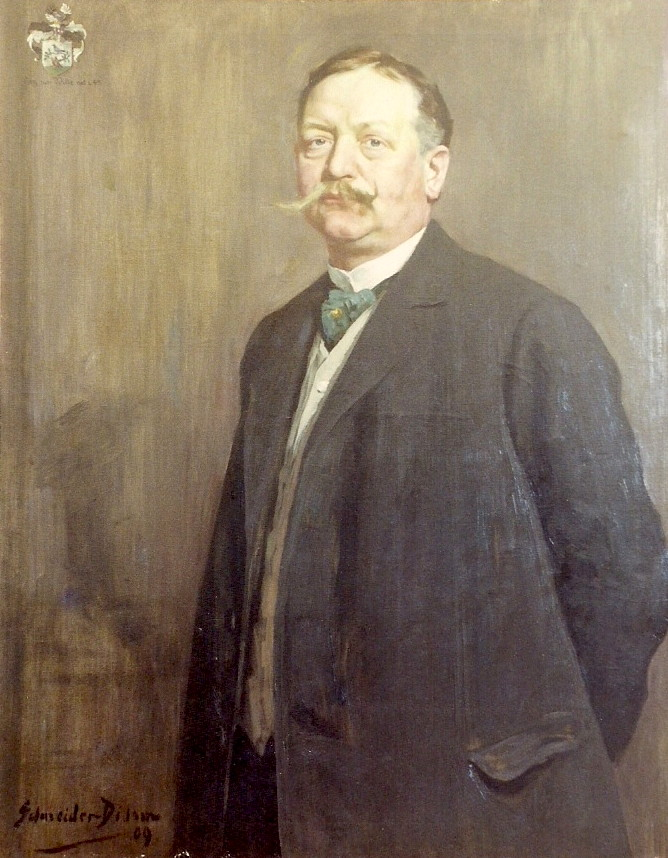
Retrato de Fritz von Wille, 1909, pintado por Wilhelm Schneider-Didam

## Familia
Von Wille provenía de una familia de Hesse, ennoblecida en 1780.  Era hijo de la pareja de pintores August von Wille (1828–1887) y su esposa Clara (de soltera von Böttcher, 1837–1883). Su padre era un pintor de género y un paisajista romántico tardío, que fue nombrado profesor de la Escuela de Arte de Weimar en 1859 por el gran duque Carlos Alejandro de Sajonia-Weimar-Eisenach. Su madre, que fue alumna de la pintora francesa Rosa Bonheur, era sobre todo una pintora de animales. 
Von Wille creció en Düsseldorf desde 1863. El 20 de agosto de 1892 se casó en Neuwied con Auguste Schneider, llamada “Gustl”, (nacida el 13 de septiembre de 1872 en Neuwied; † el 28 de mayo de 1941 en Düsseldorf), hija del fabricante de tabaco Otto Schneider y de Maria vom Rath. 
La pareja tuvo dos hijos: Otto (* 1901; † 1977) y Fritz Jr. (* 1903; † 1972). Otto von Wille fue un pintor con formación académica como su padre y su abuelo, que se especializó en retratos y paisajes. 

## Carrera y desarrollo artístico.

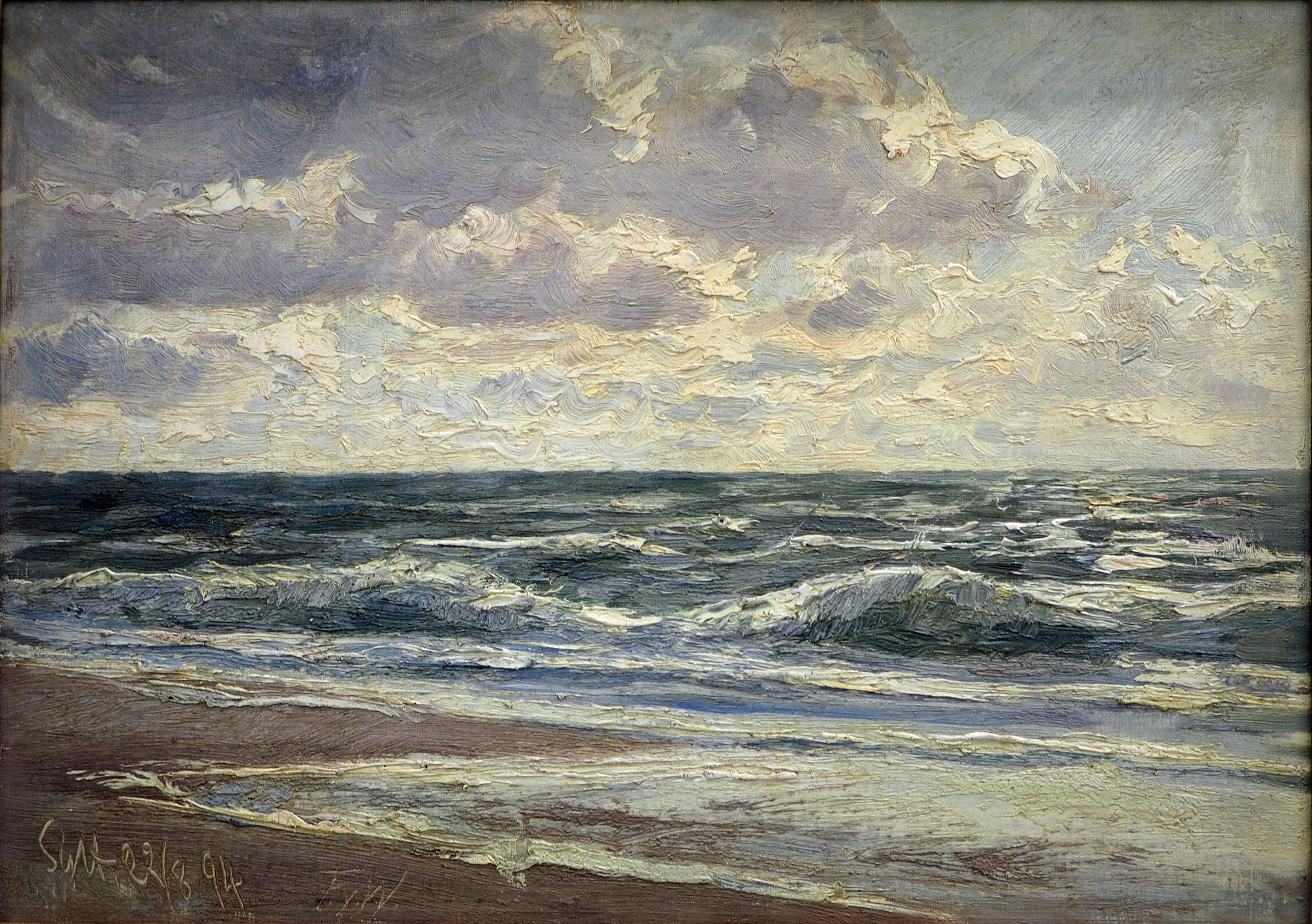
Surf en Sylt, 1894

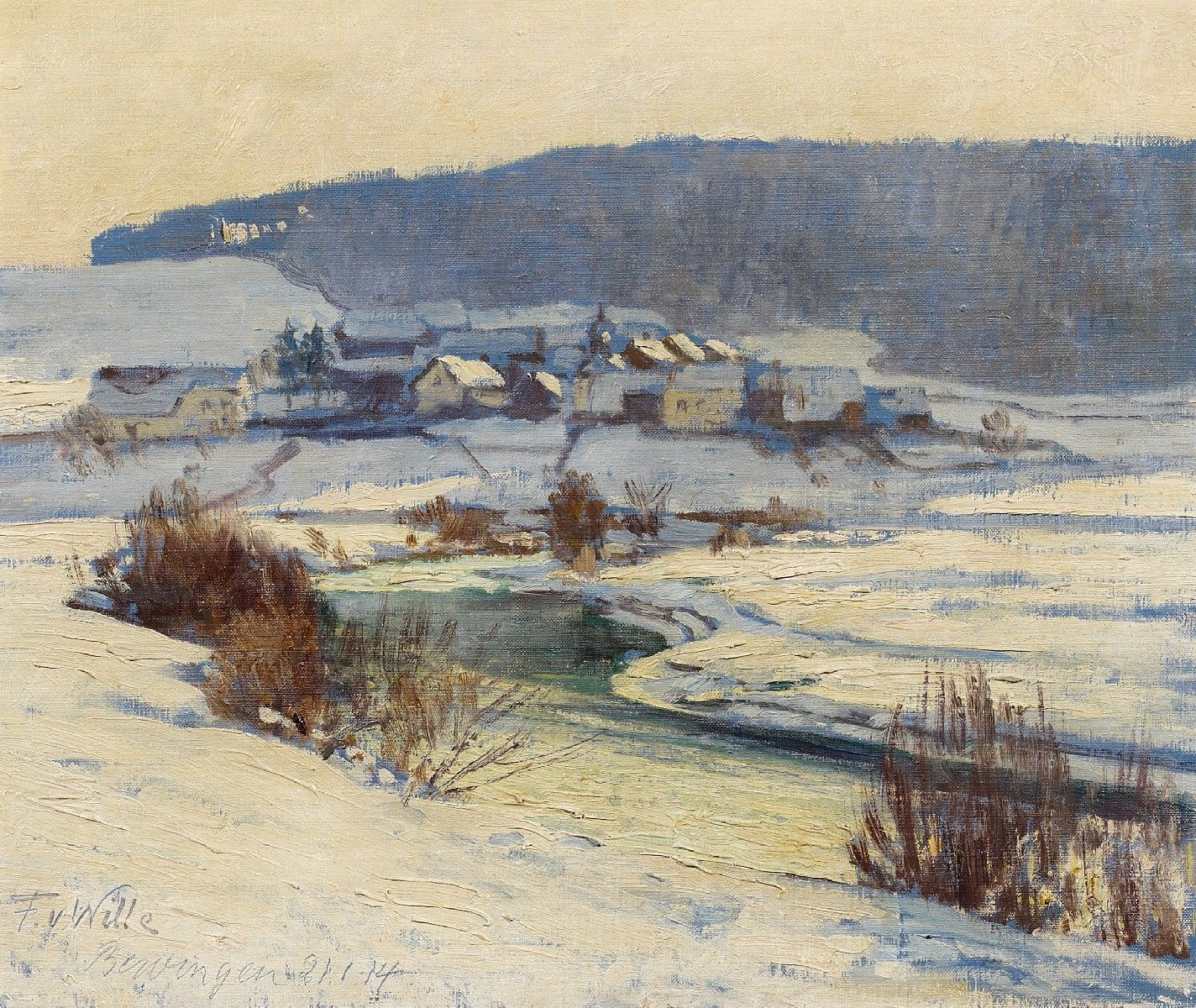
Invierno en Bewingen, 1914

Wille fue uno de los paisajistas de la conocida Escuela de Pintura de Düsseldorf.  De 1879 a 1882 estudió en la Academia de Arte de Düsseldorf. En 1880 asistió a las clases de Andreas Müller y Heinrich Lauenstein y después a la clase de antigüedad y naturaleza de Peter Janssen el Viejo. Los primeros estudios muestran que Wille pintaba bocetos del natural ya en 1879. Se desarrolló como paisajista y fue muy autodidacta. 
En la década de 1880 realizó numerosos viajes de trabajo por Alemania (incluidos Hesse, Harz, Selva Negra, Turingia, Medio Rin, Lahn y Sieg). En 1885, 1886 y 1891 visitó la Riviera italiana. También fue a Noruega en 1904 y 1925. Estos viajes están muy documentados mediante losbocetos realizados in situ, a menudo fechados en el día exacto. 
Al comienzo de su carrera, Wille estuvo muy influenciado estilísticamente por su padre August y hasta la muerte de éste en 1887, firmó a menudo con "Fritz von Wille Jr." para evitar confusiones con las obras de su padre, que también trabajaba en Düsseldorf.  Desde 1886 fue miembro de la asociación de artistas Malkasten de Düsseldorf. 
En la década de 1880, Wille se orientó hacia el realismo practicado en la escuela de pintura de Düsseldorf. Pintó cuadros de concepción romántica y ejecución meticulosa. Las pinturas de paisajes de Wille de esa época exhiben elementos característicos de la pintura de paisajes de Düsseldorf del siglo XIX como las de Johann Wilhelm Schirmer: cielo nublado como portador de ambiente, dirección de iluminación especial y fondos laterales. Pero especialmente en sus estudios, rápidamente encontró el camino hacia una pincelada más suelta de aspecto impresionista y el gusto por los extensos panoramas paisajísticos. Desde sus viajes a Italia, el color de Wille fue mejorando. Durante estos años se apoyó en Oswald Achenbach. La combinación de colores cromáticamente graduada de la década de 1890 se remonta a la influencia de Eugen Gustav Dücker. 
Las principales obras de Wille se pintaron aproximadamente entre 1890 y 1910. A partir de bocetos espontáneos de la naturaleza, pintó en su estudio de Düsseldorf paisajes generosamente compuestos. La estructura cromática de algunas de sus pinturas entre 1900 y 1910 se aproximan al Art Nouveau.
Desde 1885, Wille viajó regularmente a Eifel. Desde 1899 tuvo allí una segunda residencia en los meses de verano. De 1899 a 1905 en la casa “Friedrichsruh” en Reifferscheid, de 1905 a 1907 en el castillo Dalbenden en Kall- Urft, luego en el “Liebfrauenhof” en Reifferscheid, antes de mudarse con su familia en 1911 al importante castillo medieval de Kerpen, que había adquirido ese mismo año.
En la primera década del siglo XX Wille se convirtió en un especialista en la representación de la zona de Eifel, como lo demuestra su exposición individual denominada "Colección Eifel", de 1904-05 en la Düsseldorfer Kunsthalle.  Ya en vida fue conocido como “El pintor de Eifel”.  Desde 1895, Wille había recibido varios premios por sus pinturas.  Varios museos, incluidos Berlín, Colonia, Düsseldorf, Krefeld, Düren, Aquisgrán, Bonn y Stuttgart, le compraron sus cuadros. En 1908 , el káiser Guillermo II adquirió la que probablemente fue la primera versión del cuadro La flor azul en la Gran Exposición de Arte de Berlín.  Wille realizó numerosas copias de la pintura imperial por encargo. En 1910 se le concedió el título de profesor, aunque éste título no estaba asociado a la docencia. En 1911, tras reunirse con el káiser Guillermo II en Daun, recibió la Orden del Águila Roja de Cuarta Clase. En 1911 y 1913, Wille equipó las casas del distrito de Daun y Wittlich con siete murales de gran formato cada uno. Desde que se trasladó al castillo de Kerpen (1911), incluyó cada vez más en su repertorio motivos paisajísticos del sur de Eifel y del Mosela. Fue miembro de la Logia Masónica de Neuweider denominada Por la Verdad y la Lealtad .
Durante la Primera Guerra Mundial fue oficial adjunto en el “Batallón Landsturm Elberfeld” estacionado en Nivelles. 
Wille mantuvo su estilo, independientemente de desarrollos artísticos recientes como el “Sonderbund” fundado en Düsseldorf en 1909. Después de la Primera Guerra Mundial apenas pintó cuadros notables.  Wille realizó entonces numerosas copias que ya no tenían la calidad de las primeras versiones. Debido a la hiperinflación de la República de Weimar perdió casi todos sus bienes y atravesó considerables dificultades económicas.  En la década de 1930 intentó adaptarse a los gustos contemporáneos con un éxito limitado. 
Wille murió el 16 de febrero de 1941 en su estudio de Düsseldorf. El 21 de febrero de 1941 fue trasladado al castillo de Kerpen y fue enterrado en la cripta familiar detrás del castillo. Había diseñado el mausoleo con la gran roca durante su vida. 

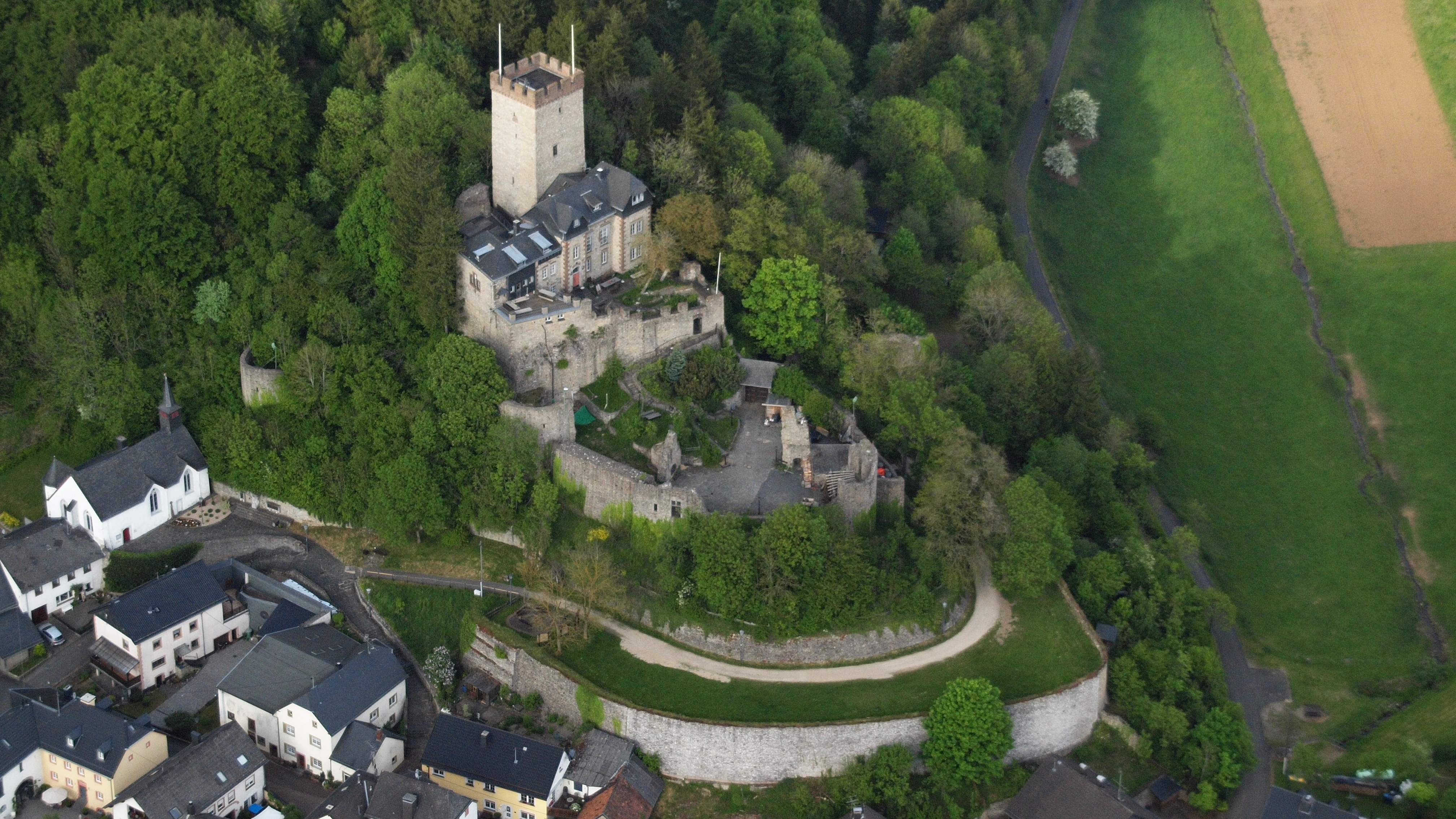
Castillo de Kerpen, vista aérea (2015)

La mayor colección de sus obras se encuentra en el “Museo Fritz von Wille” en el centro cultural “Haus Beda” en Bitburg (Eifelkreis Bitburg-Prüm, Eifel). Allí se pueden contemplar alrededor de 100 cuadros de todas sus fases creativas, entre ellos dos copias de la “Flor azul” imperial y otras obras importantes como Un día claro (1906), Un día de verano en Eifel (1907), Soledad en Mosenberg (1911), Molino cerca de Daun y Burg Reifferscheid en invierno. Además de los cuadros de la zona de Eifel, la colección también contiene importantes obras tempranas como Tarde de otoño en el monasterio de Walkenried (1884), Monasterio de Hirsau/Selva Negra (antes de 1887) y Tormenta en la Riviera de Poniente (1892). 

## Repercusión de su obra
Antes de la Primera Guerra Mundial, von Wille era considerado uno de los principales maestros de la Escuela de Düseldorf. Fue uno de los pintores de importancia regional que, tras el cambio de siglo, trabajó en el estilo de finales del siglo XIX. Las obras de Wille se reprodujeron ampliamente en revistas, calendarios o impresiones artísticas.
Sus pinturas contribuyeron a cambiar positivamente la imagen de Eifel. A diferencia de sus “descubridores artísticos”, Johann Wilhelm Schirmer (1807–1863) y Carl Friedrich Lessing (1808–1880), cuyos bocetos sirvieron de modelo para paisajes ideales de gran formato, Wille pintó representaciones de paisajes topográficamente definibles.  Incluso algunas de sus pinturas documentaron las características geológicas de la zona de Eifel, como el Weinfelder Maar (también llamado Totenmaar),  que volvió a representar en su último cuadro.